# Plesiothoa gigerium
Plesiothoa gigerium is een mosdiertjessoort uit de familie van de Hippothoidae. De wetenschappelijke naam van de soort is, als Hippothoa gigerium, voor het eerst geldig gepubliceerd in 1977 door Ryland & Gordon.